# Wolbachia
Wolbachia je rod gramnegativnih bakterij, ki je naravno prisotna v različnih vrstah členonožcev, predvsem žuželk, pa tudi v nekaterih vrstah nematod.
Rod sta leta 1924 v navadnem komarju odkrila Marshall Hertig in Simeon Burt Wolbach.
Gre za ene najbolj pogostih zajedavskih mikrobov na svetu, vendar pa je odnos z gostiteljskimi živalmi tako kompleksen, da pri nekaterih vrstah postaja že mutualističen in ne več parazitski. 
Nekateri gostitelji namreč brez priotnosti wolbachie sploh ne morejo več preživeti, nekateri pa se brez nje ne morejo razmnoževati. Ena od raziskav je pokazala, da več kot 16% neotropskih žuželčjih vrst v sebi nosi eno od vrst wolbachie,
potencialni gostitelj pa je kar od 25 do 70% vrst žuželk.

## Biološki nadzor
Potekajo poskusi, da bi z bakterijami rodu Wolbachia okužili populacijo komarjev, ki prenašajo virus mrzlice denga, zaradi česar postanejo komarji proti virusu delno odporni.

Potekajo tudi poskusi zajezitve širjenja virusa Zika s pomočjo komarjev, namerno okuženih z ustrezno vrsto Wolbachie. Študija iz leta 2016 je namreč pokazala, da Wolbachia lahko pomaga pri omejitvi širjenja virusa v Braziliji.
Oktobra 2016 so objavili podatek, da sta vladi Kolumbije in Brazilije namenili 18 milijonov ameriških dolarjev za širjenje okuženih komarjev, ki naj bi preprečili širjenje virusov Zika in mrzlice denge. Akcija naj bi se začela izvajati v začetku leta 2017.
Julija 2017 je Googlovo podjetje Verily objavilo novico, da bo za preprečevanje širjenja virusa Zika v Kalifornijo, v naravo izpustilo okoli 20 milijonov komarjev, okuženih z Wolbachio.